# Malam Bacai Sanhá
Malam Bacai Sanhá (Empada, 5 maggio 1947 – Parigi, 9 gennaio 2012) è stato un politico guineense, presidente della Guinea-Bissau dall'8 settembre 2009 fino alla morte.

## Biografia
Membro del Partito africano per l'indipendenza della Guinea e Capo Verde, ricoprì la carica di presidente dell'Assemblea nazionale popolare dal 1994 al 1999 e di presidente della Guinea-Bissau ad interim dal 14 maggio 1999 al 17 febbraio 2000 dopo la destituzione del presidente João Bernardo Vieira.
Si presentò alle elezioni presidenziali del 28 novembre 1999, ma ottenne solo il 28% contro Kumba Ialá, che divenne così presidente.
Nel 2003 un colpo di Stato contro Ialá, portò a nuove elezioni svoltesi il 19 giugno 2005, alle quali parteciparono Ialá, Viera e Sanhà. Quest'ultimo perse il ballottaggio contro Viera ma presentò ricorso alla Corte suprema.
Alle presidenziali del 2009, Sanhà è stato eletto presidente.
Muore in ospedale a Parigi il 9 gennaio 2012 all'età di 64 anni.